# Don Buse
Pour les articles homonymes, voir Buse.
Donald R. Buse (né le 10 août 1950, à Huntingburg, Indiana) est un joueur américain de basket-ball.  
Meneur de jeu d'1,93 m issu de l'université d'Evansville, Buse disputa 13 saisons (de 1972 à 1985) en American Basketball Association et en National Basketball Association sous les couleurs des Pacers de l'Indiana, des Suns de Phoenix, des Trail Blazers de Portland et des Kansas City Kings. Buse était réputé pour sa bonne gestion du ballon, sa défense rugueuse et sa capacité à marquer dans les moments décisifs; il fit deux apparitions au All-Star Game (une fois en ABA en 1976; une en NBA en 1977) lors de sa carrière. Sa meilleure saison eut lieu  en 1975-1976, quand il fut meilleur passeur (8.2) et meilleur intercepteur ABA (4,12) tout en inscrivant 12,5 points par match. Lors de la saison suivante, sa première en NBA, Buse fut à nouveau le meilleur intercepteur par match (3.47) et le meilleur passeur (8,5) de la ligue.
Buse fut nommé dans la All-Defensive Team lors des saisons 1974-1975 à 1979-1980; les deux premières en ABA et les quatre dernières en NBA.
Don Buse fut sélectionné par l'équipe dirigeante de NCAA squad pour faire partie de l'équipe américaine lors des Jeux olympiques de 1972, mais fut remplacé par Jim Forbes lorsqu'il signa un contrat professionnel.

## Pour approfondir
- Liste des meilleurs passeurs en NBA par saison.
- Liste des meilleurs intercepteurs en NBA par saison.